# Pauwoogmoerasschildpadden
Pauwoogmoerasschildpadden (Morenia) zijn een geslacht van schildpadden uit de familie Geoemydidae. De groep werd voor het eerst wetenschappelijk beschreven door John Edward Gray in 1870. 
Er zijn twee soorten, ook soorten uit een ander geslacht, Sacalia, worden pauwoogschildpad genoemd, maar zijn makkelijk te onderscheiden. Sacalia-soorten hebben namelijk vier kleine oog-achtige vlekken op de achterzijde van de kop, Morenia-soorten hebben meer en juist grote oogvlekken op de hoornplaten van het rugschild.
Beide soorten kennen veel variatie in kleur en patroon, maar oogvlekken hebben ze altijd. De juvenielen hebben vaak felle kleuren als kanariegeel en bladgroen, de oogvlekken steken sterk af. De verspreidingsgebieden overlappen elkaar niet, de 'achterindische pauwoogmoerasschildpad' leeft in zuidelijk Myanmar, zuidelijk China en het noordwesten van het schiereiland Malakka, de 'voorindische pauwoogmoerasschildpad' in noordoostelijk India en Bangladesh.

## Taxonomie
Geslacht Morenia
- Soort Achterindische pauwoogmoerasschildpad (Morenia ocellata)
- Soort Voorindische pauwoogmoerasschildpad (Morenia petersi)